# Money and Cigarettes
Albums de Eric Clapton
Another Ticket
(1981) Backtrackin'
(1984)
Singles
1. I've Got a Rock 'n' Roll Heart
Sortie : janvier 1983
2. The Shape You're In
Sortie : mars 1983
3. Slow Down Linda
Sortie : mai 1983
4. Everybody Oughta Make A Change
Sortie : 1983

Money and Cigarettes est le huitième album studio d'Eric Clapton. Il est paru en février 1983 sur le label Duke Records et a été produit par  Tom Dowd.

## Historique
Avant d'enregistrer cet album, Eric Clapton va faire une cure de désintoxication pour soigner son alcoolisme. Il en ressortira guéri et le titre de l'album résume, selon lui, ce qui lui reste. L’allusion à Salvador Dalí sur la pochette (guitare molle) est un clin d’œil au surréalisme.
Avant d'enregistrer cet album, fin 1982, aux Compass Point Studios de Nassau dans les Bahamas, Clapton se sépare des musiciens qui l'accompagnent depuis l'album en public, Just One Night gardant juste Albert Lee à ses côtés. Il s'entoura de musiciens de Memphis travaillant pour Stax Records, la section rythmique Donald Dunn à la basse et le batteur Roger Hawkins (en). Le guitariste américain Ry Cooder vint aussi lui prêter main-forte.
Clapton fit une légère parenthèse sur le blues et le rock pour expérimenter un rock plus léger. Néanmoins l'album est quand même très blues-rock avec des titres comme Man in Love ou Slow Down Linda. On peut y voir la pression exercée par son nouveau producteur « Warner » qui impose à Clapton les critères artistiques et commerciaux. Miles Davis de son côté en fera également les frais en 1987 lorsqu'il signa chez Warner. Les textes sont toutefois parmi ses plus personnels, il y parle de ses problèmes avec les drogues et l’alcool. Pretty Girl, est la troisième chanson inspirée par sa compagne Pattie Boyd.
Cet album n'eut pas le même succès que ses prédécesseurs, il n'atteindra que la 16e place du Billboard 200 aux États-Unis et la 13e place dans les charts britanniques.
En 2010, Fender et le pionnier de la téléphonie mobile HTC Magic lancent une campagne publicitaire consacrée au T-Mobile myTouch 3G avec I've Got A Rock 'N' Roll Heart comme principal thème musical. Clapton apparaît dans ce spot publicitaire et ressuscite le morceau pour sa tournée américaine avec Roger Daltrey des Who qui eut lieu entre le 25 février et le 13 mars.

## Liste des titres
Tous les titres sont signés par Eric Clapton sauf indications.
Face 1
1. Everybody Oughta Make A Change (Sleepy John Estes) - 3:16
2. The Shape You're In - 4:08
3. Ain't Going Down - 4:01
4. I've Got A Rock 'N' Roll Heart (Troy Seals, Eddie Setzer, Steve Diamond) - 3:13
5. Man Overboard - 3:45

Face 2
1. Pretty Girl - 5:29
2. Man In Love - 2:46
3. Crosscut Saw (R.G. Ford) - 3:30
4. Slow Down Linda - 4:14
5. Crazy Country Hop (Johnny Otis) - 2:46

## Musiciens
- Eric Clapton: chant principal, guitare électrique et slide
- Albert Lee: guitare électrique et acoustique, claviers, chœurs
- Ry Cooder: guitare électrique et slide
- Donald Duck Dunn: basse
- Roger Hawkins (en): batterie
- John Sambataro et Chuck Kirkpatrick: chœurs

## Charts
Charts album
| Pays             | Durée du classement | Meilleur classement |
| ---------------- | ------------------- | ------------------- |
| Allemagne        | 17 semaines         | 22e                 |
| Canada           | 13 semaines         | 17e                 |
| États-Unis       | 19 semaines         | 16e                 |
| Italie           | -                   | 22e                 |
| Norvège          | 13 semaines         | 3e                  |
| Nouvelle-Zélande | 9 semaines          | 11e                 |
| Pays-Bas         | 11 semaines         | 16e                 |
| Royaume-Uni      | 17 semaines         | 13e                 |
| Suède            | 7 semaines          | 5e                  |
| Suisse           | 4 semaines          | 7e                  |

Charts singles
| Année | Single                         | Chart                  | Durée du classement | Position |
| ----- | ------------------------------ | ---------------------- | ------------------- | -------- |
| 1983  | I've Got a Rock 'n' Roll Heart | Hot 100                | 16 semaines         | 18e      |
| 1983  | I've Got a Rock 'n' Roll Heart | Mainstream Rock Tracks | 15 semaines         | 24e      |
| 1983  | I've Got a Rock 'n' Roll Heart | Adult Contemporary     | 17 semaines         | 6e       |
| 1983  | I've Got a Rock 'n' Roll Heart | UK Singles Chart       | 4 semaines          | 83e      |
| 1983  | I've Got a Rock 'n' Roll Heart | RPM Top Singles        | 8 semaines          | 17e      |
| 1983  | I've Got a Rock 'n' Roll Heart | RMNZ Singles Top40     | 6semaines           | 29e      |
| 1983  | The Shape You're In            | UK Singles Chart       | 4 semaines          | 75e      |